# Lola Dueñas
Lola Dueñas sinh ngày 6.10.1971 tại Barcelona, là một nữ diễn viên điện ảnh Tây Ban Nha.
Lola Dueñas là con gái của nam diễn viên Nicolás Dueñas và María Navarro. Cô học và tốt nghiệp ở Institut del Teatre (Viện kịch nghệ) Barcelona.

## Danh mục một số phim của Lola Dueñas
- 2014Los fenómenos (của Alfonso Zarauza)
- 2014Alleluia
- 2013Los amantes pasajeros của Pedro Almodóvar
- 2009Los abrazos rotos của Pedro Almodóvar
- 2006 Volver vai Sole
- 2005 20 centímetros vai Rebeca Mayor
- 2004 Mar adentro vai Rosa
- 2003 Días de fútbol vai Macarena
- 2003 Ayer empezó todo
- 2003 En camas separadas vai Chica joven
- 2003 238 vai Lola
- 2002 Hable con ella vai Matilde
- 2002 Piedras vai Daniela
- 2001 Todo me pasa a mí vai Txell
- 2001 Diminutos del calvario
- 2000 Terca vida vai Estela
- 2000 Las razones de mis amigos vai Ainhoa
- 2000 Una luz encendida vai Teresa
- 2000 Nada
- 2000-2003 Policías, en el corazón de la calle vai Dra. Susana Ramos
- 1999 Marta y alrededores vai Elisa
- 1999 El Equipaje abierto vai Amanda
- 1999 Ella
- 1998 Mensaka vai Cristina
- 1998 Periodistas vai Carmen
- 1998 Entre naranjos
- 1997 En medio de ninguna parte vai Lola
- 1997 Un, dos, tres, ¡Taxi! vai Niña
- 1997 Del Flaubert que leíste un día gris vai Claudia
- 1992 Bajo la arena vai Susana

## Truyền hình
- Policías, en el corazón de la calle (2000)

## Giải thưởng
- Liên hoan phim Cannes
  - Giải cho nữ diễn viên xuất sắc nhất (Liên hoan phim Cannes) cùng với 5 diễn viên khác cho phim Volver (2006) của đạo diễn Pedro Almodóvar
- Giải Goya (Premios Goya)
  - Giải Goya cho nữ diễn viên chính xuất sắc nhất (2004)
- Fotogramas de Plata.
  - Candidata al Premio de mejor actriz de televisión (đề cử "Giải nữ diễn viên truyền hình xuất sắc nhất năm 2000).
- Unión de Actores (Liên đoàn diễn viên)
  - Mejor actriz secundaria (Nữ diễn viên xuất sắc thứ hai 2004)